# Gå och göm dej, Åke Tråk
Gå och göm dej, Åke Tråk är en schlagerlåt från 1968 skriven av Peter Himmelstrand. Mona Wessman tävlade med bidraget i Melodifestivalen 1968, där det slutade på tredje plats.
Melodin låg på Svensktoppen i fem veckor, med tredjeplats som högsta placering.

## Andra inspelningar
Mats Olsson spelade 1971 in sången på albumet Mats Olsson spelar Peter Himmelstrand och 2001 spelades den in av Per Bertil Birgers orkester på deras självbetitlade album